# Тираспольський тролейбус
Тирáспольський тролéйбус (рум. Troleibuzul din Tiraspol, рос. Тираспольский троллейбус) — тролейбусна система столиці самопроголошеного Придністров'я Тирасполя з 1967 року. Протяжність ліній — понад 70 км. Тролейбусний парк Тирасполя обслуговує також міжміський тролейбусний маршрут Тирасполь — Бендери.

## Історія
Тролейбусний рух у Тирасполі було відкрито 3 листопада 1967 року з нагоди 50-річчя Жовтневої революції. Перший маршрут з'єднав радгосп-технікум ім. М. В. Фрунзе на західній околиці міста і залізничний вокзал. Потім було відкрито другий маршрут — від радгоспу-технікуму ім. М. В. Фрунзе до рос. Лечгородок (нині — Центральна республіканська клінічна лікарня). Цей маршрут продовжувався тричі: спочатку, у зв'язку з бурхливим будівництвом житла у Жовтневому районі, лінія була продовжена від рос. Лечгородок до кінотеатру «Юність» (біля нинішнього телецентру).
У середині 1990-х була побудована тролейбусна лінія від радгоспу-технікуму ім. Фрунзе до мікрорайону «Західного». У 2002 році — від кінотеатру «Юність» до торговельного центру «Тернопіль».
Згодом були введені тролейбусні маршрути, які дублювали і поступово витісняли внутрішньоміські автобусні маршрути.
У червні 1993 року на честь першої річниці Бендерської трагедії було відкрито тролейбусний рух між придністровськими містами Тирасполь і Бендери. Загальна протяжність міжміського лінії перевищила 14 кілометрів.
З 1993 до середини 2000-х рр. тролейбусний парк Тирасполя не оновлювався, у зв'язку з чим інтенсивність перевезень різко знизилася, а популярність тролейбуса як виду транспорту впала через великі інтервалів руху.
У 2007 році Москва подарувала Тирасполю, на честь 215-річчя заснування міста, кілька тролейбусів.
Наприкінці червня 2009 року «МінськТранс» передав як подарунок Тираспольському тролейбусному парку 15 тролейбусів.
У липні 2009 року час курсування тролейбусів було обмежено до 20 годин через брак водіїв.
З 23 листопада 2015 року між Тирасполем і Бендерами запущений новий додатковий тролейбусний маршрут № 19А. Траса маршруту пролягає паралельно існуючим маршрутом по вулиці Карла Лібкнехта. Кінцеві станції загальні з маршрутом № 19.

## Маршрути
В Тирасполі діють 6 міських та 2 міжміських тролейбусних маршрутів.
| Перелік тролейбусних маршрутів | Перелік тролейбусних маршрутів | Перелік тролейбусних маршрутів                       | Перелік тролейбусних маршрутів |
| №                              | Маршрут руху | Примітки                                             |                                |
| ------------------------------ | --- | ---------------------------------------------------- | ------------------------------ |
| 1                              | Залізничний вокзал — Головний офіс «Агропромбанк» — Завод «Квінт» — Головпоштамт — Палац Республіки — Площа Суворова — Російське консульство — Вул. Правди — Бородінська площа — Школа № 14 — Вул. Мечникова — Радгосп-технікум ім. М. В. Фрунзе — Спорткомплекс «Шериф» — Західний мікрорайон |                                                      |                                |
| 2                              | Західний мікрорайон — Спорткомплекс «Шериф» — Радгосп-технікум ім. М. В. Фрунзе — Вул. Мечникова — Школа № 14 — Бородінська площа — Вул. Правди — Меморіал Слави — Площа Суворова — Палац Республіки — Будинок Рад — Театральна площа — Речовий ринок на вул. Полецкого (зворотно — Парк «Перемога» — Республіканська клінічна лікарня — Спортшкола — Ринок «Колкотовий» — Телецентр — Вул. Каховська — Тіраспольгаз — Торговельний центр «Тернопіль» |                                                      |                                |
| 3                              | АТЗТ «Тіротекс» — Вул. Краснодоська — Поліклініка № 1 — ТЦ «Тернопіль» — ТЦ «Причорномор'я» — Телецентр — Ринок «Колкотовий» — Спортшкола — Республіканська клінічна лікарня — Парк «Перемога» — Республіканський стадіон — Завод «Квінт» — Головний офіс «Агропромбанк» — Залізничний вокзал | Працює лише по будням                                |                                |
| 4                              | АТЗТ «Тіротекс» — Вул. Комсомольська — Поліклініка № 1 — ТЦ «Тернопіль» — ТЦ «Причорномор'я» — Телецентр — Ринок «Колкотовий» — Спортшкола — Республіканська клінічна лікарня — Парк «Перемога» — Республіканський стадіон — Завод «Квінт» — ТЦ «Шериф-14» — Центральний ринок — ТЦ «Одеса» — Завод металлолітографії — Завод «Електромаш» — Завод «Молдавізоліт» — Тіраспольтранс — АТБ-4 — Завод «Ремземмаш» — Електромережі — Завод «Літмаш» ім. Кірова — Баня на вул. Сакріера — ТЦ «Шериф» — Вул. Чапаєва — Ринок «Колкотовий» — Телецентр — Вул. Каховська — Тіраспольгаз — ТЦ «Тернопіль» — Поліклініка № 1 — Вул. Краснодонська — АТЗТ «Тіротекс» |                                                      |                                |
| 5                              | Західний мікрорайон — Спорткомплекс «Шериф» — Радгосп-технікум ім. М. В. Фрунзе — Вул. Мечникова — Школа № 14 — Бородінська площа — Медичний колледж — Магазин «Оріон» — Центральний ринок | Скасований                                           |                                |
| 6                              | Західний мікрорайон — Спорткомплекс «Шериф» — Радгосп-технікум ім. М. В. Фрунзе — Вул. Мечникова — Школа № 14 — Бородінська площа — Вул. Правди — Меморіал Слави — Площа Суворова — Центральний ринок (зворотно — Магазин «Оріон» — Медичний коледж) — Завод «Електромаш» — Завод «Молдавізоліт» — Тіраспольтранс — АТБ-4 |                                                      |                                |
| 7                              | АТЗТ «Тіротекс» — Вул. Комсомольська — Поліклініка № 1 — ТЦ «Тернопіль» — ТЦ «Причорномор'я» — Телецентр — Ринок «Колкотовий» — Вул. Полецкого — Баня на вул. Сакріера — АТБ-4 — Завод «Молдавізоліт» — Завод «Електромаш» — Центральний ринок — Школа № 9 — Завод «Квінт» — Республіканський стадіон — Парк «Перемога» — Республіканська клінічна лікарня — Спортшкола — Ринок «Колкотовий» — Телецентр — Вул. Каховська — Тіраспольгаз — ТЦ «Тернопіль» — Поліклініка № 1 — Вул. Краснодонська — АТЗТ «Тіротекс» | Зворотний рейс — по маршруту № 4                     |                                |
| 8                              | Торговий центр «Тернопіль» — Торговий центр «Причорномор'я» — Телецентр — Ринок «Колкотовий» — Спортшкола — Республіканська клінічна лікарня — Парк «Перемога» — Театральна площа — Головпоштамт — Палац Республіки — Площа Суворова | Скасований                                           |                                |
| 9                              | АТЗТ «Тіротекс» — Вул. Комсомольська — Поліклініка № 1 — ТЦ «Тернопіль» — ТЦ «Причорномор'я» — Телецентр — Ринок «Колкотовий» — спортшкола — Республіканська клінічна лікарня — Парк «Перемога» — Республіканський стадіон — Завод «Квінт» — ТЦ «Шериф-13» — Центральний ринок — Магазин «Оріон» — Медколледж — Бородінська площа - Школа № 14 — Вул. Мечникова — Радгосп-технікум ім. М. В. Фрунзе — Спорткомплекс «Шериф» — Західний мікрорайон | Скасований з січня 2017 року                         |                                |
| 19                             | Республіканська клінічна лікарня (Тирасполь) — Бородінська площа — Вул. 25 Жовтня — Тернівка — Паркани-2— с. Паркани-1 — Вул. Лазо (Бендери) | Через вул. 25 Жовтня                                 |                                |
| 19А                            | Республіканська клінічна лікарня (Тирасполь) — Бородінська площа — Республіканський стадіон — Університет — Вул. Карла Лібкнехта — Тернівка — Паркани-2— с. Паркани-1 — Автовокзал — Вул. Лазо (Бендери) | З 23 листопада 2015 року, через вул. Карла Лібкнехта |                                |

## Галерея

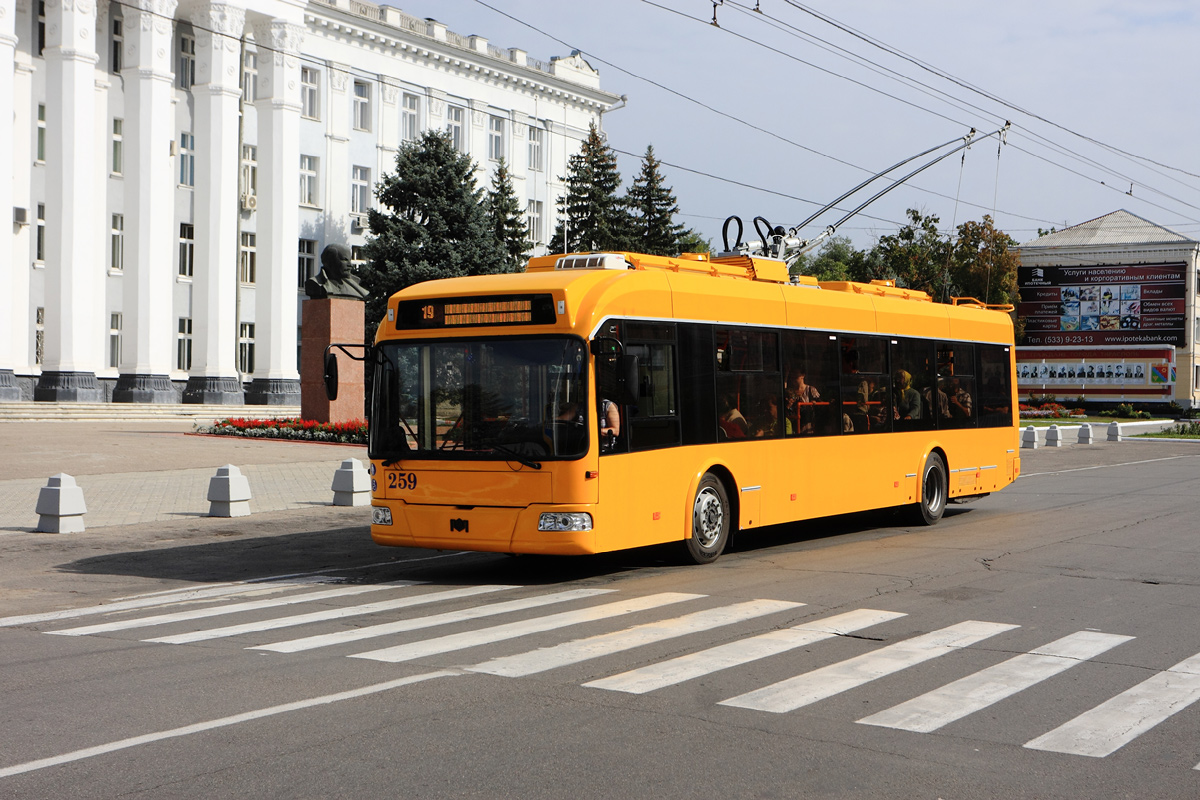
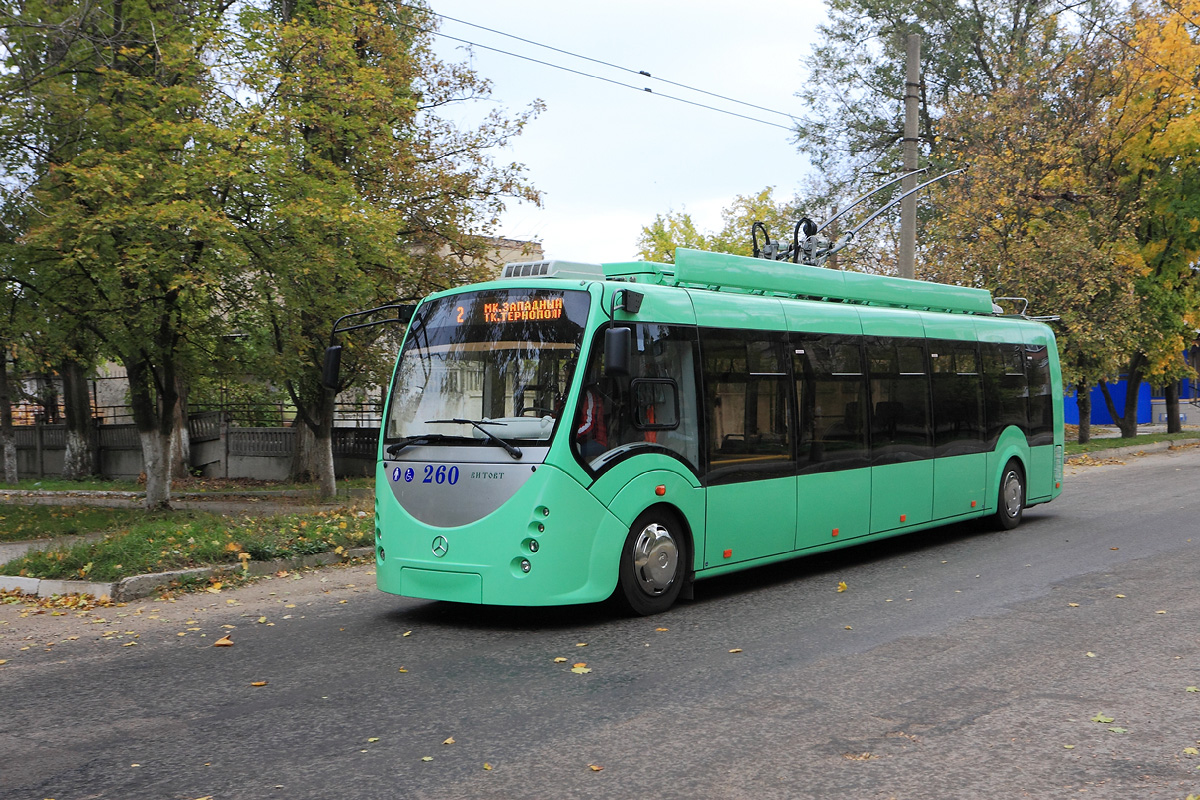
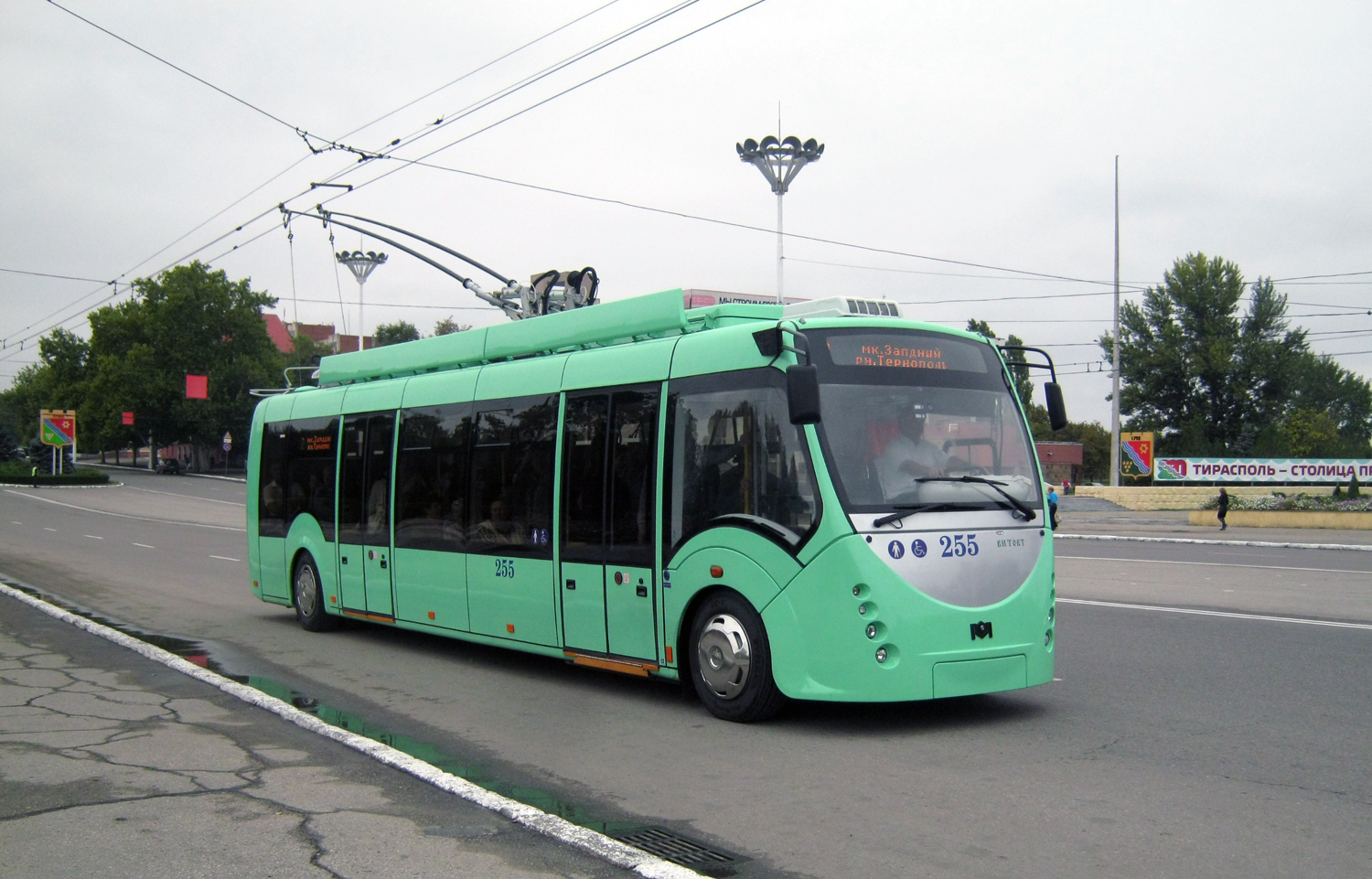
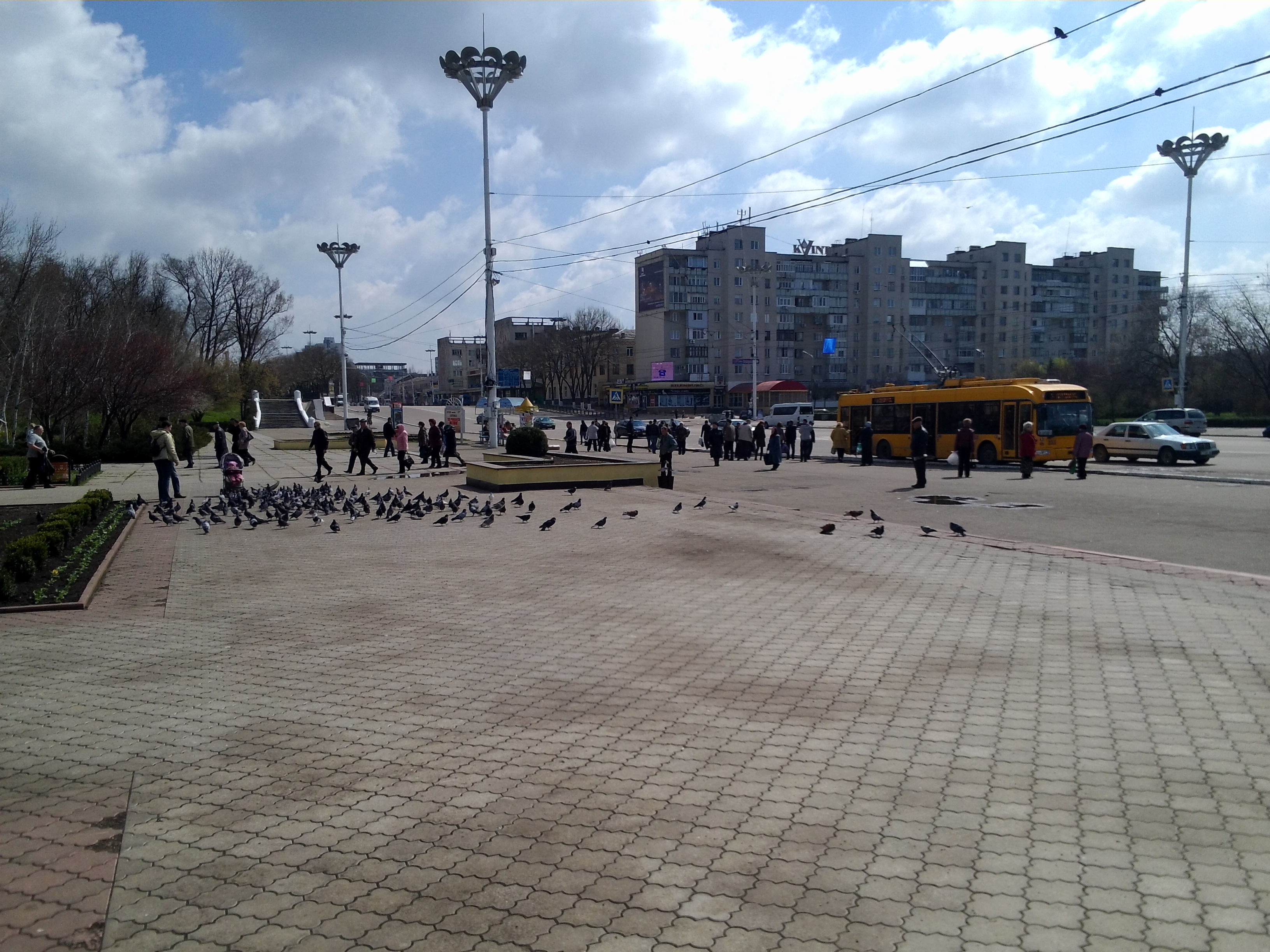
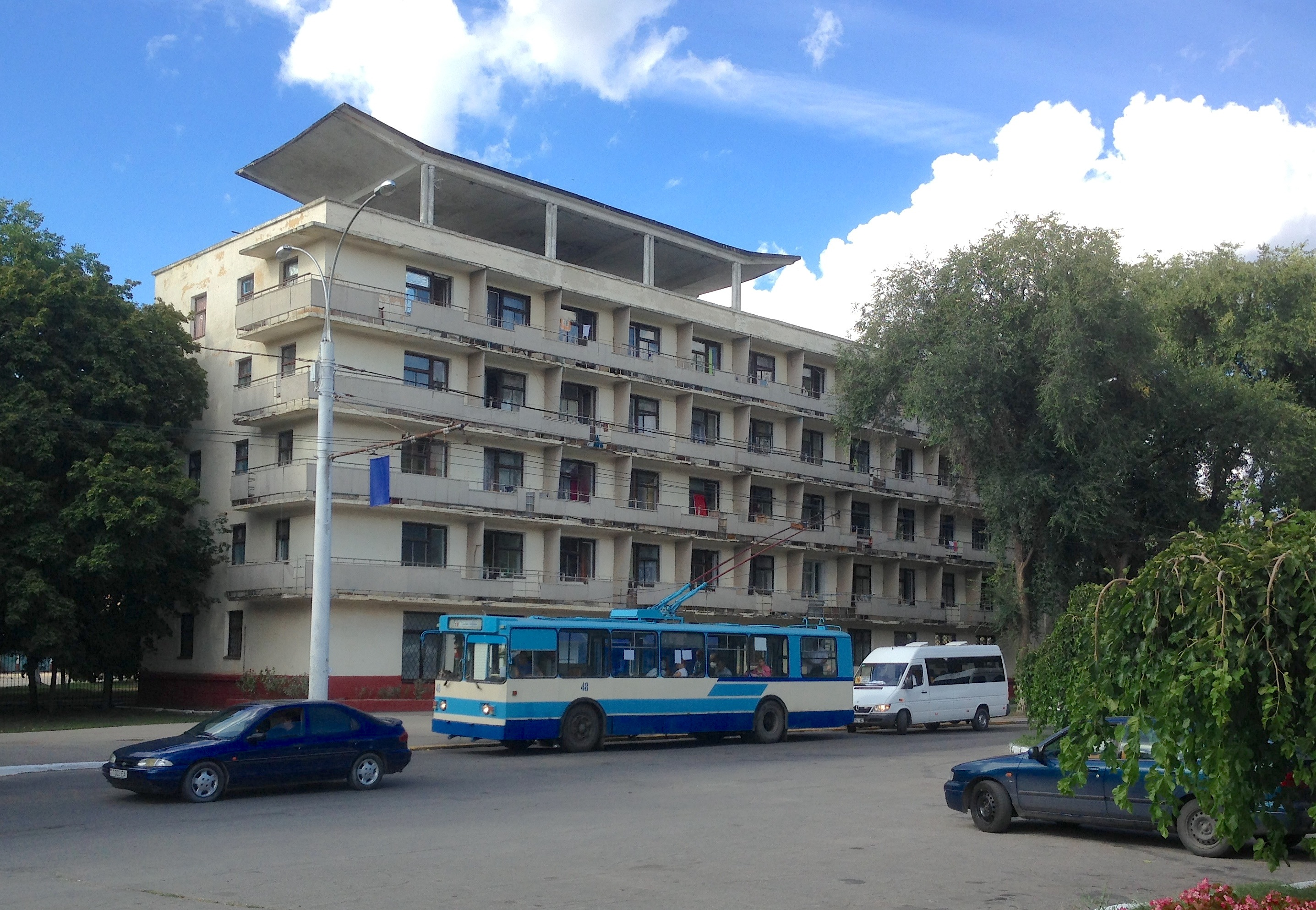
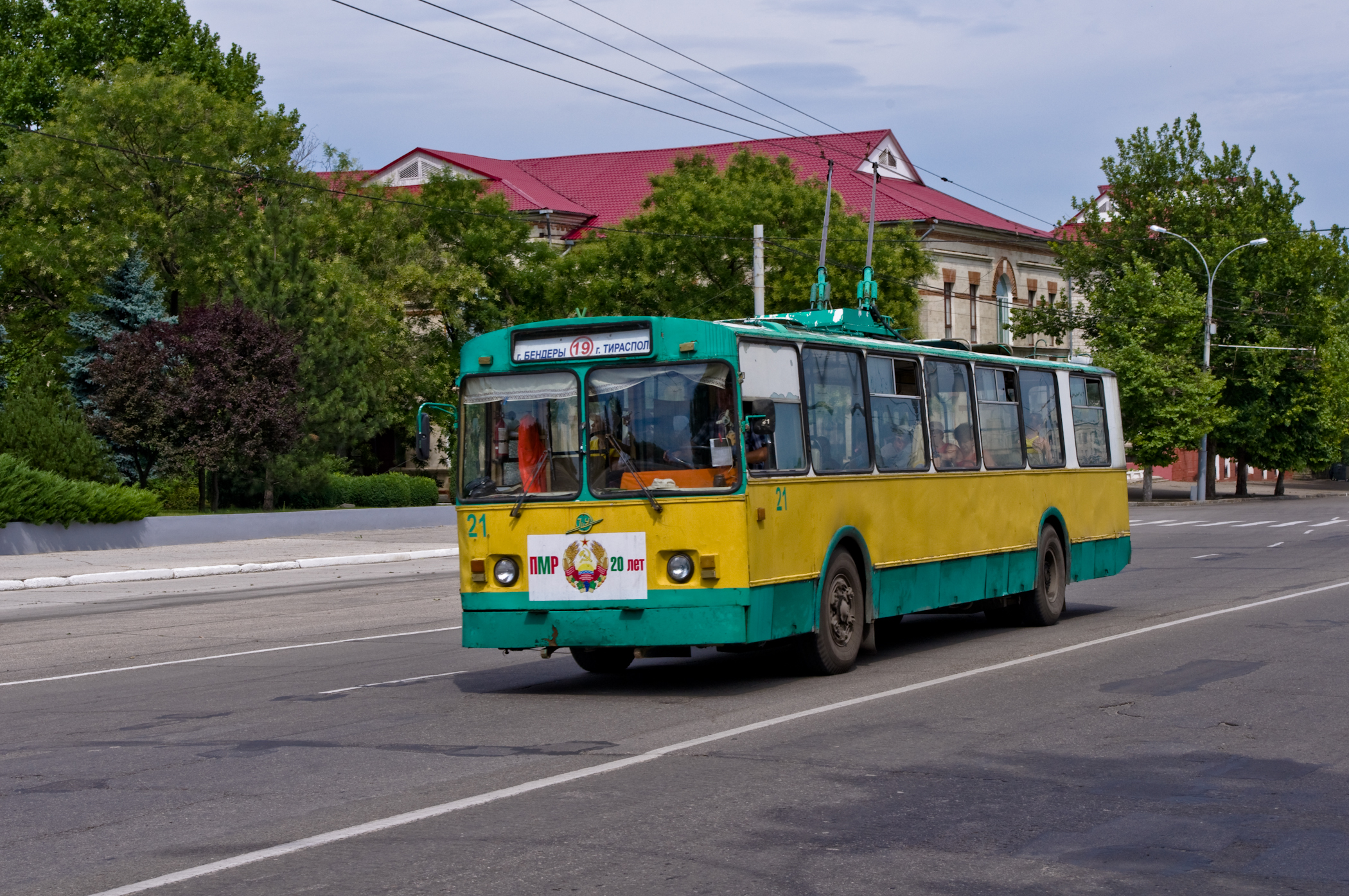
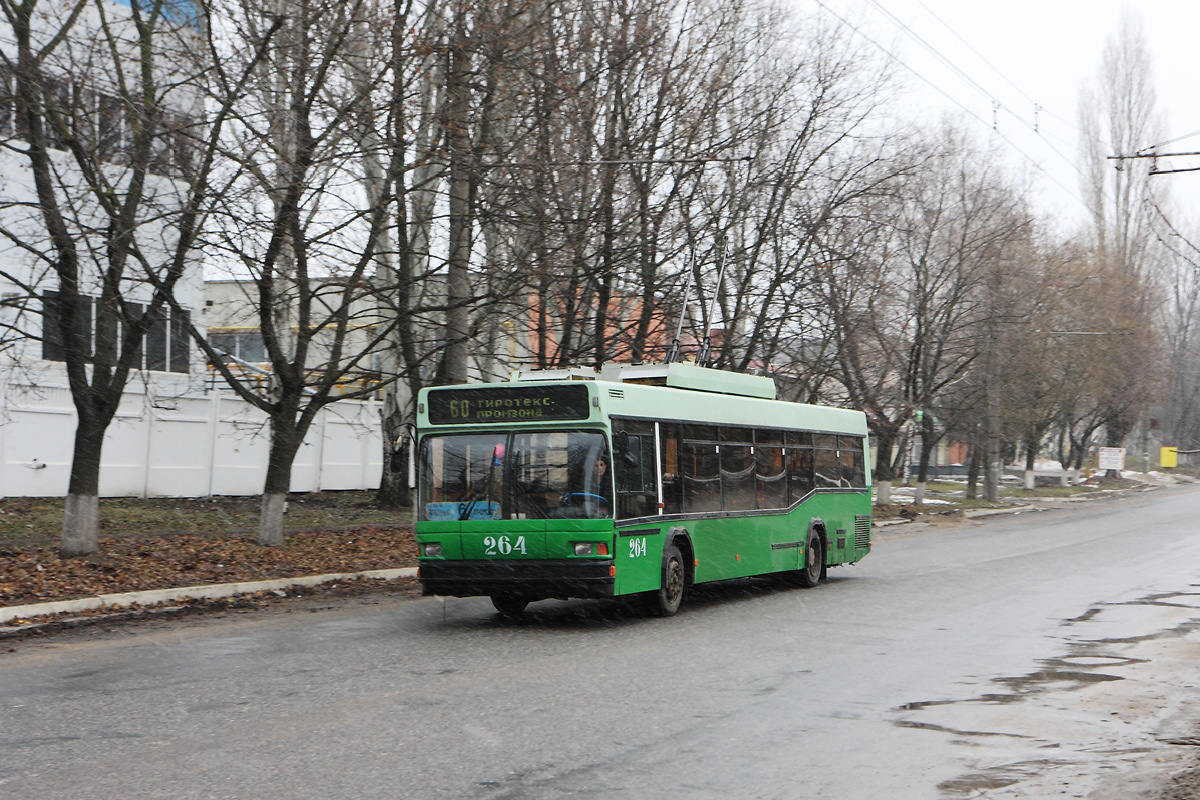
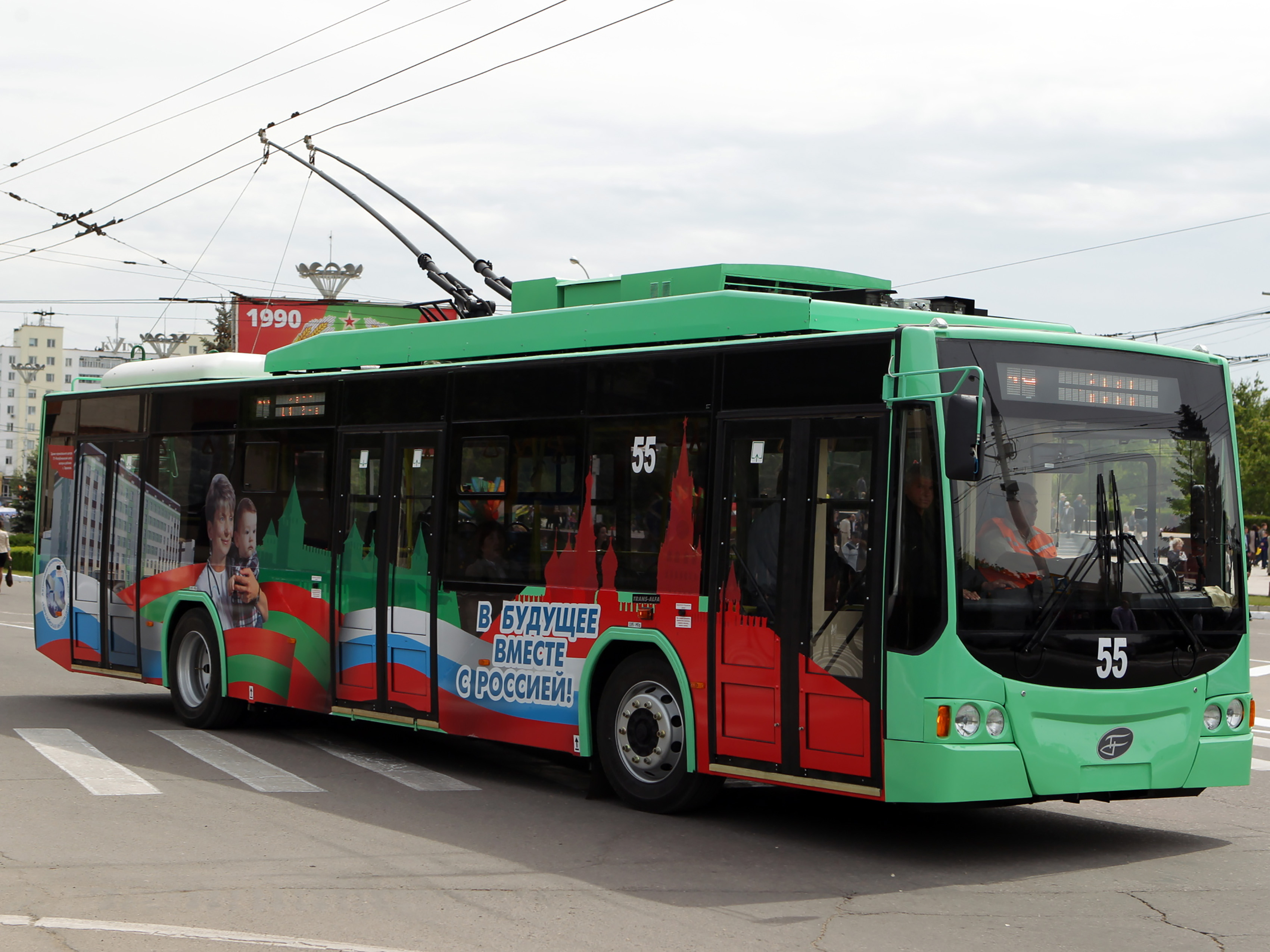
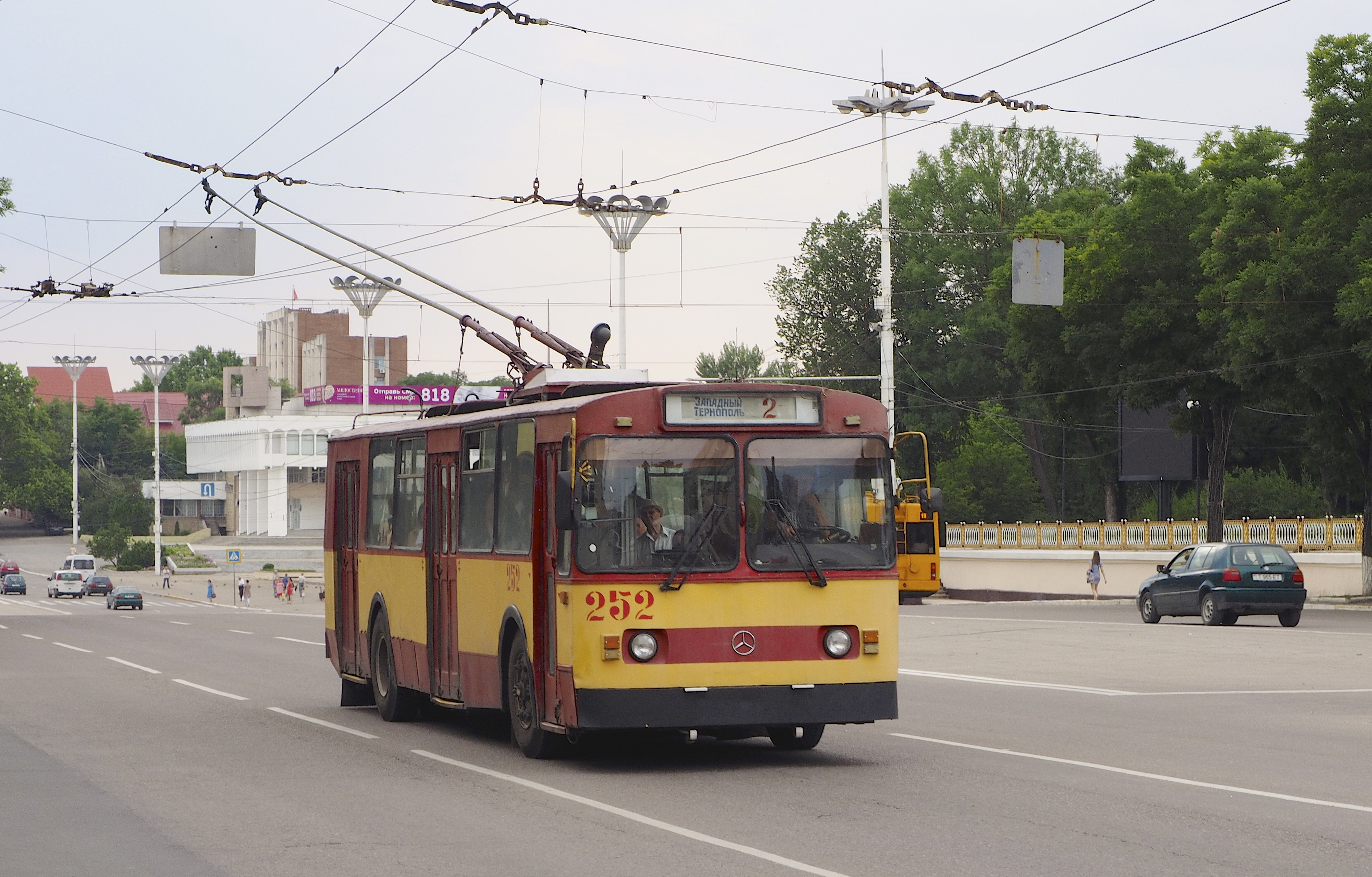
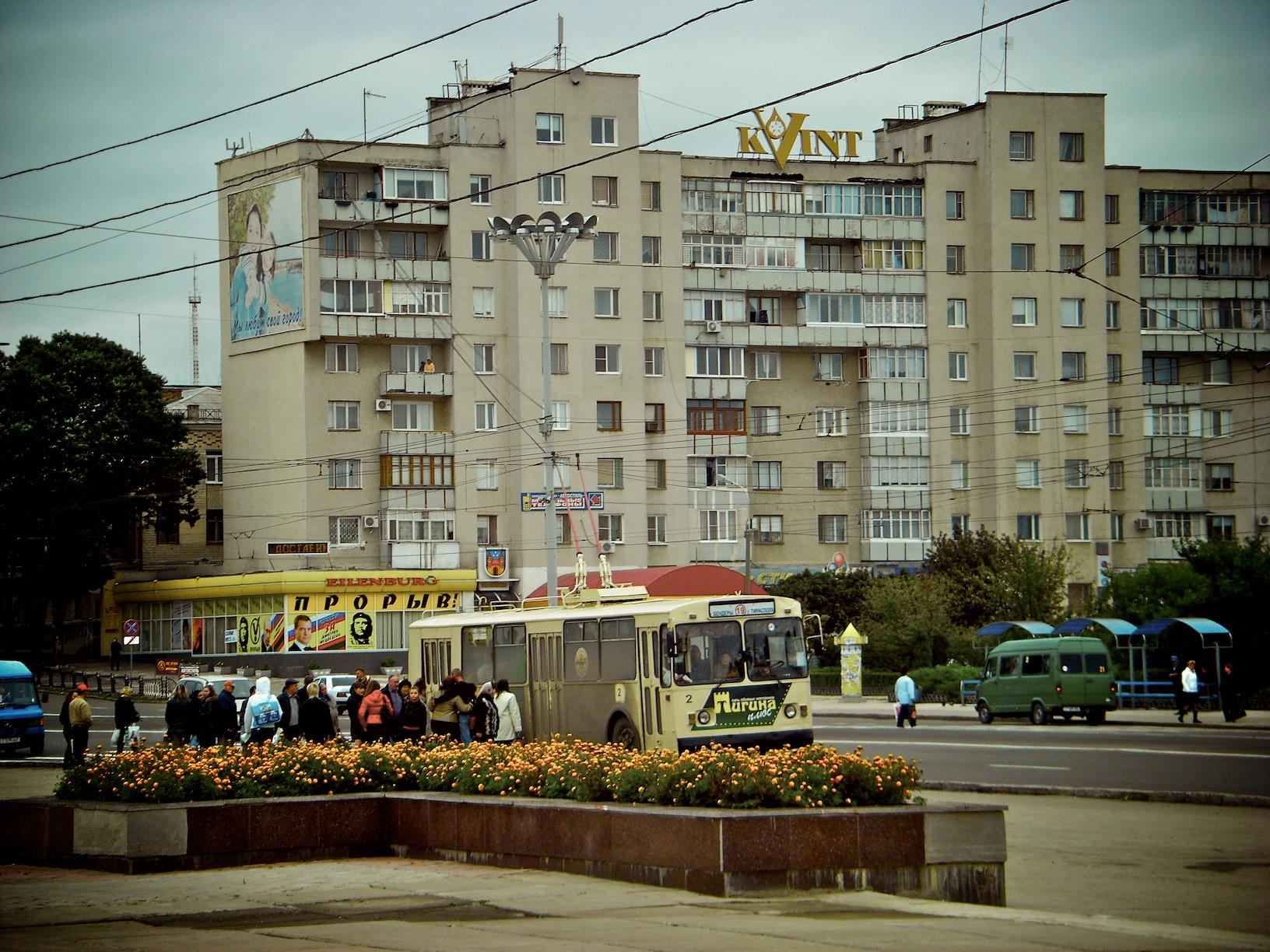
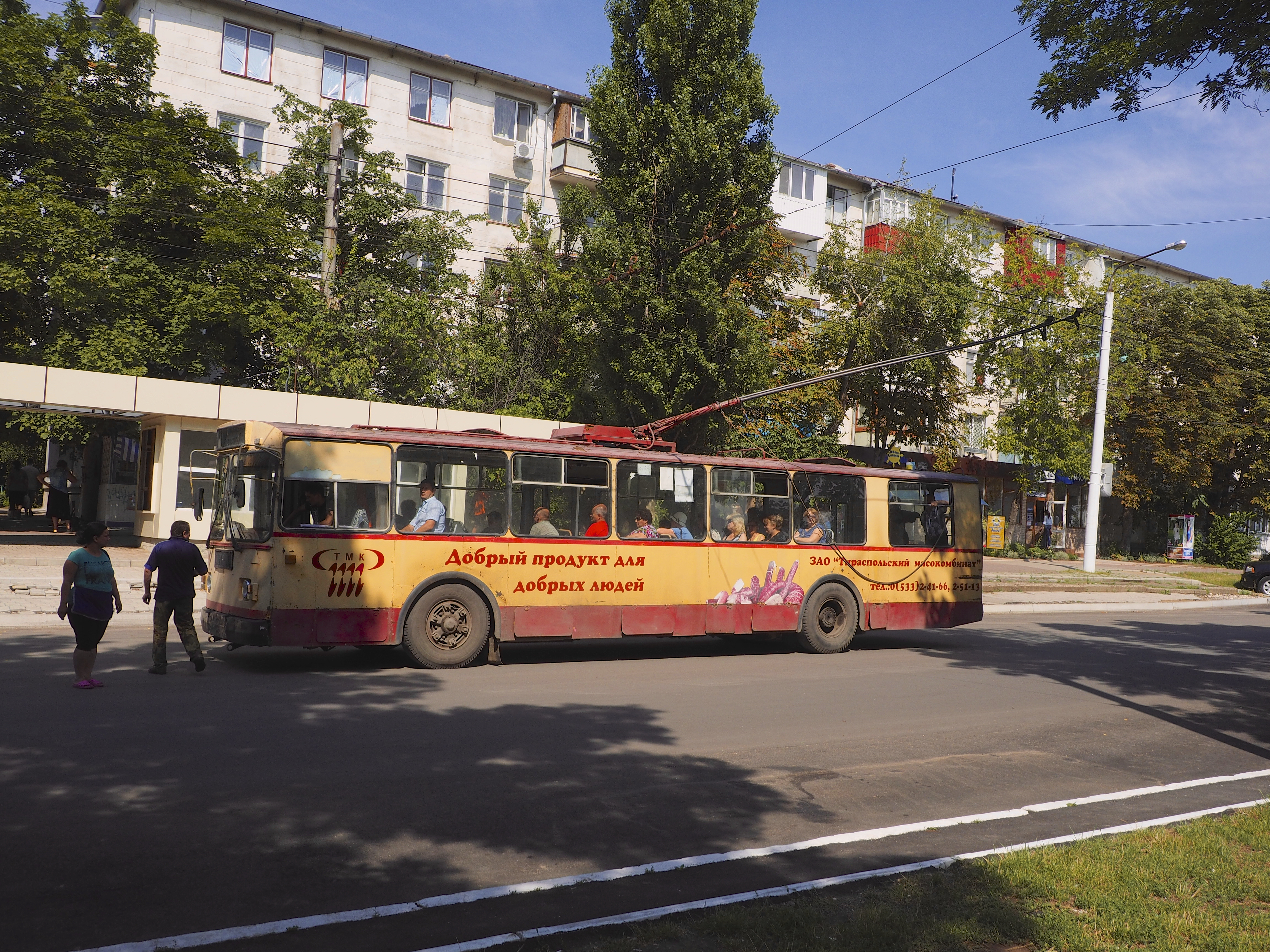
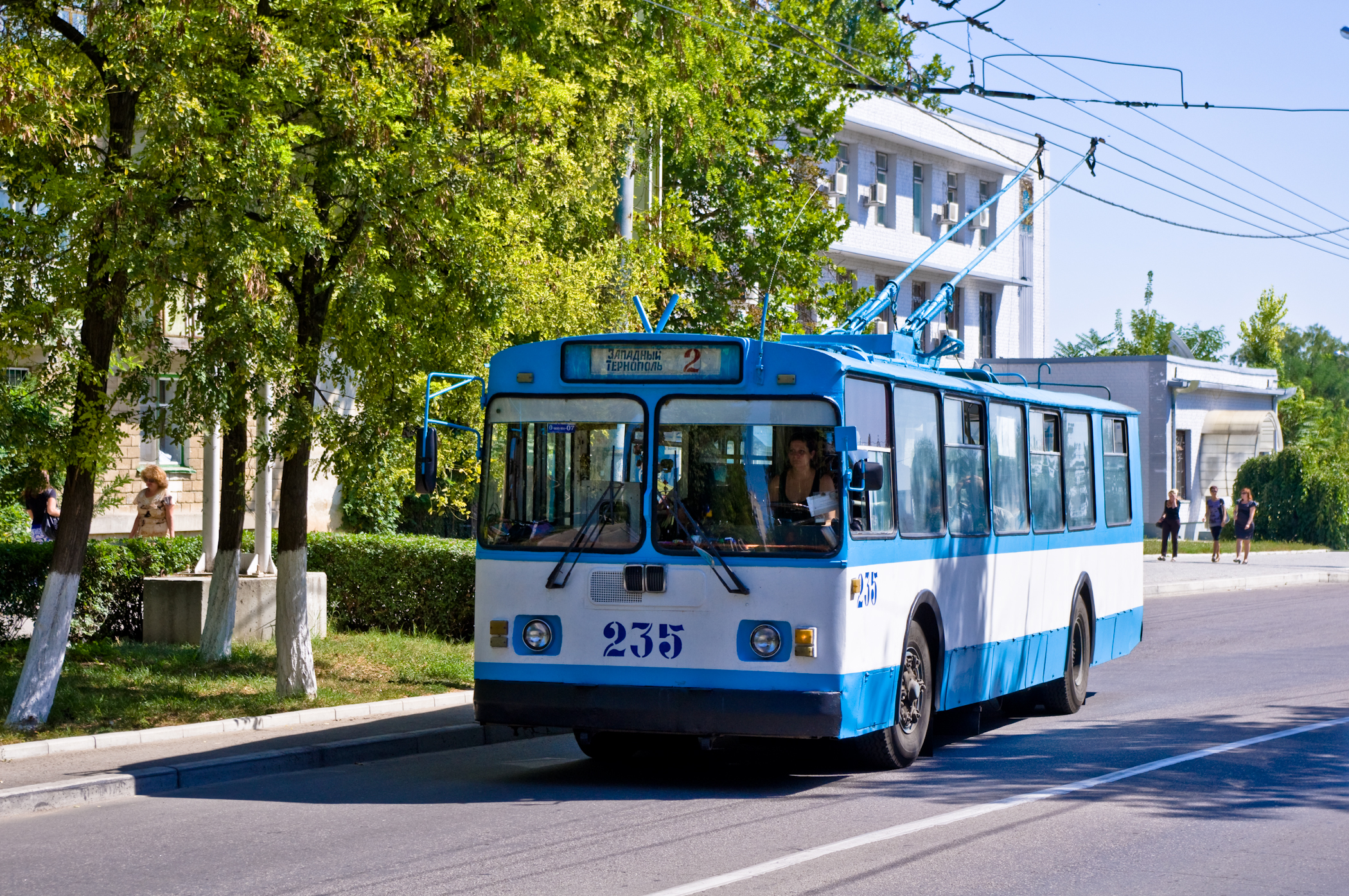
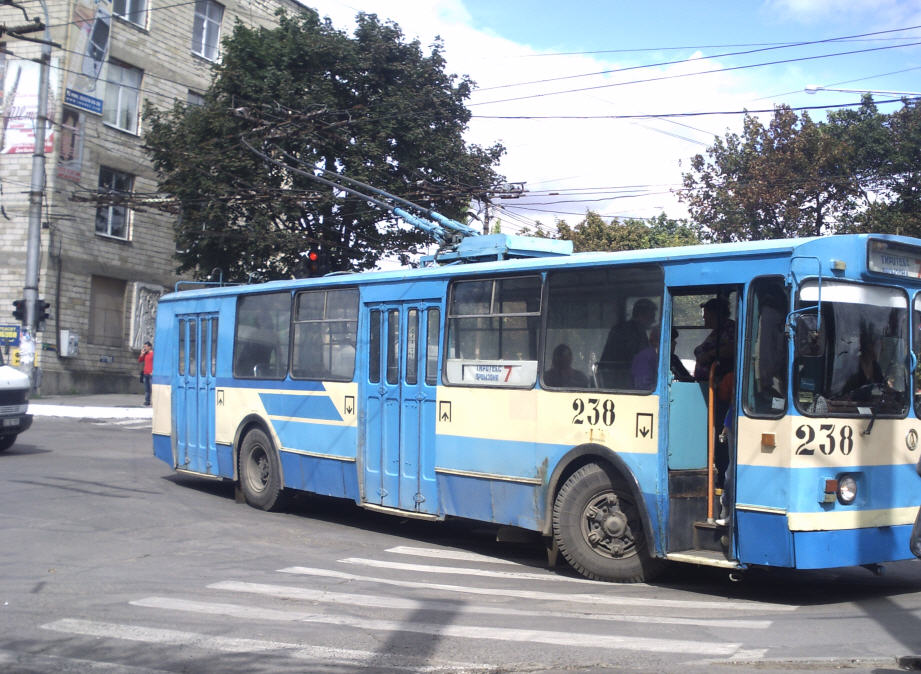
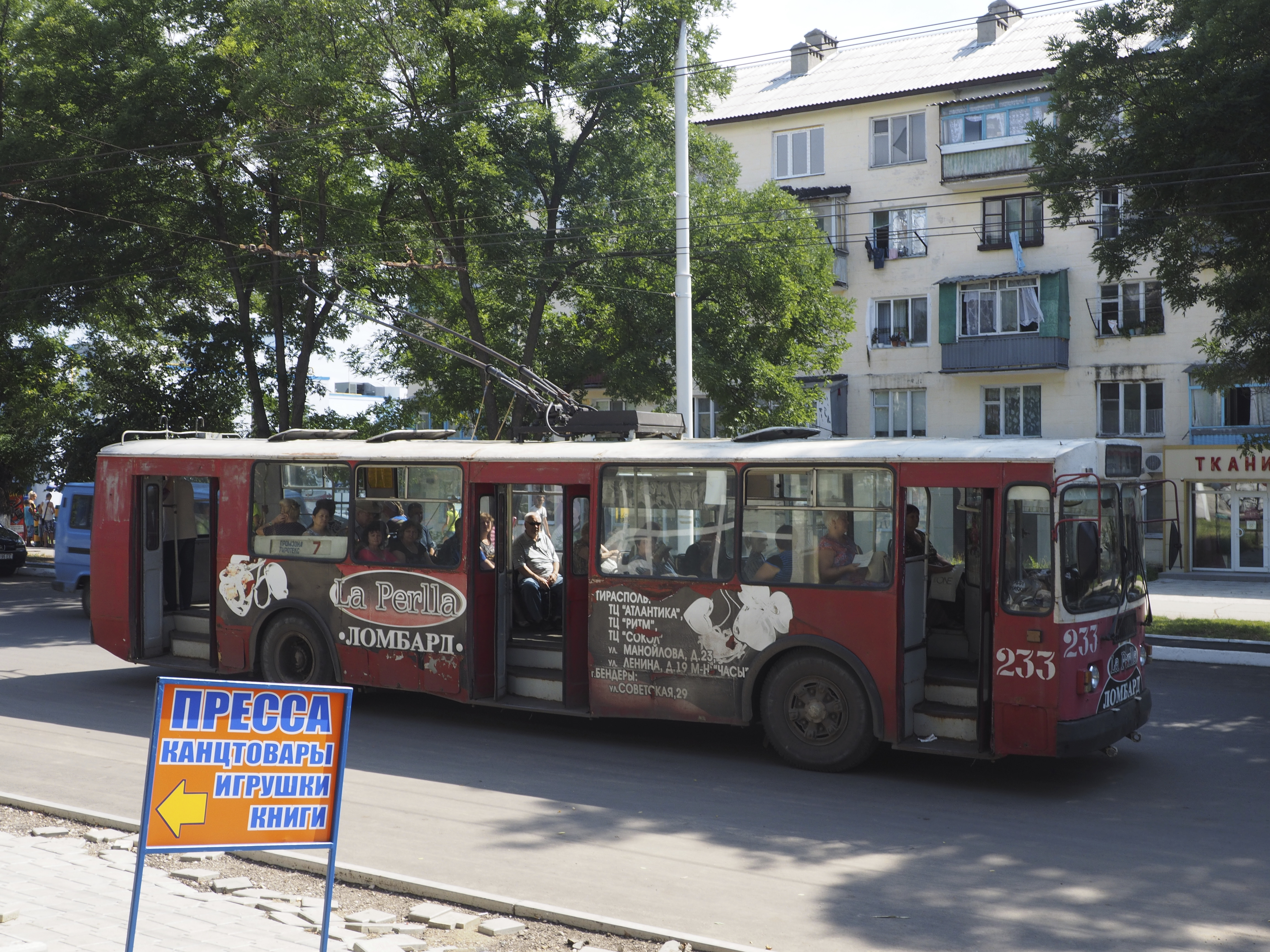
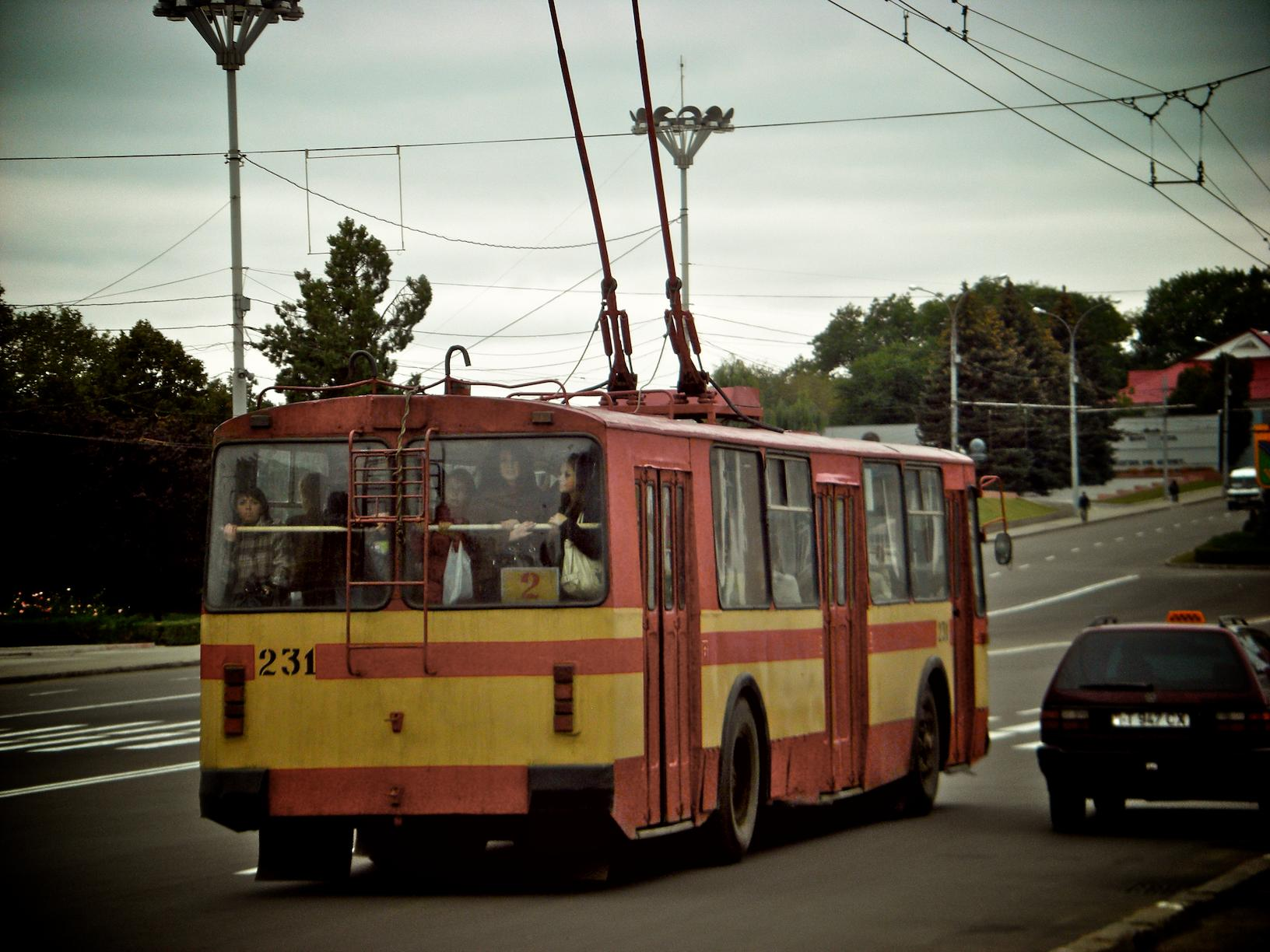
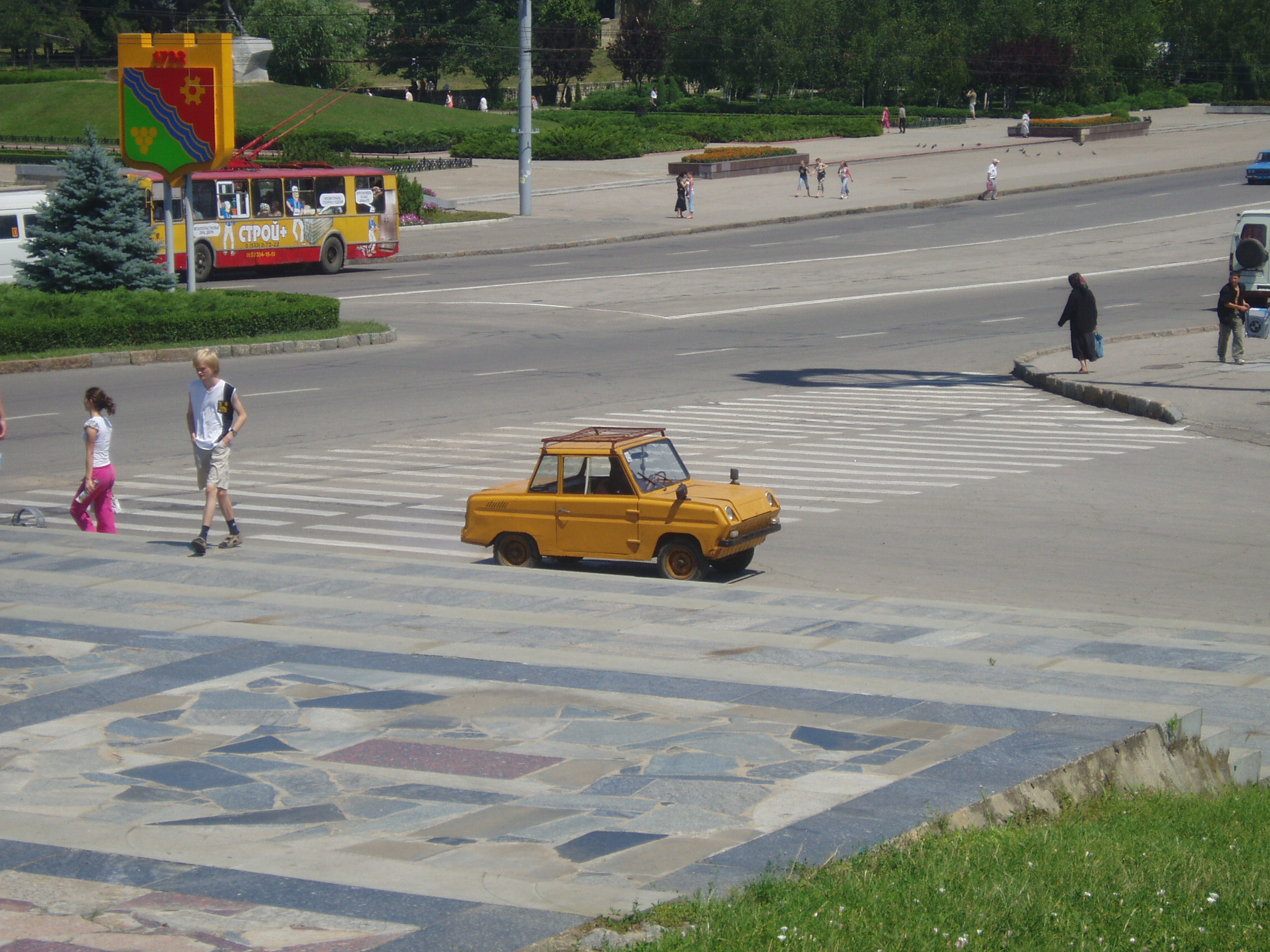
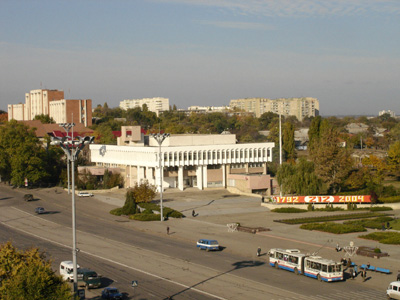
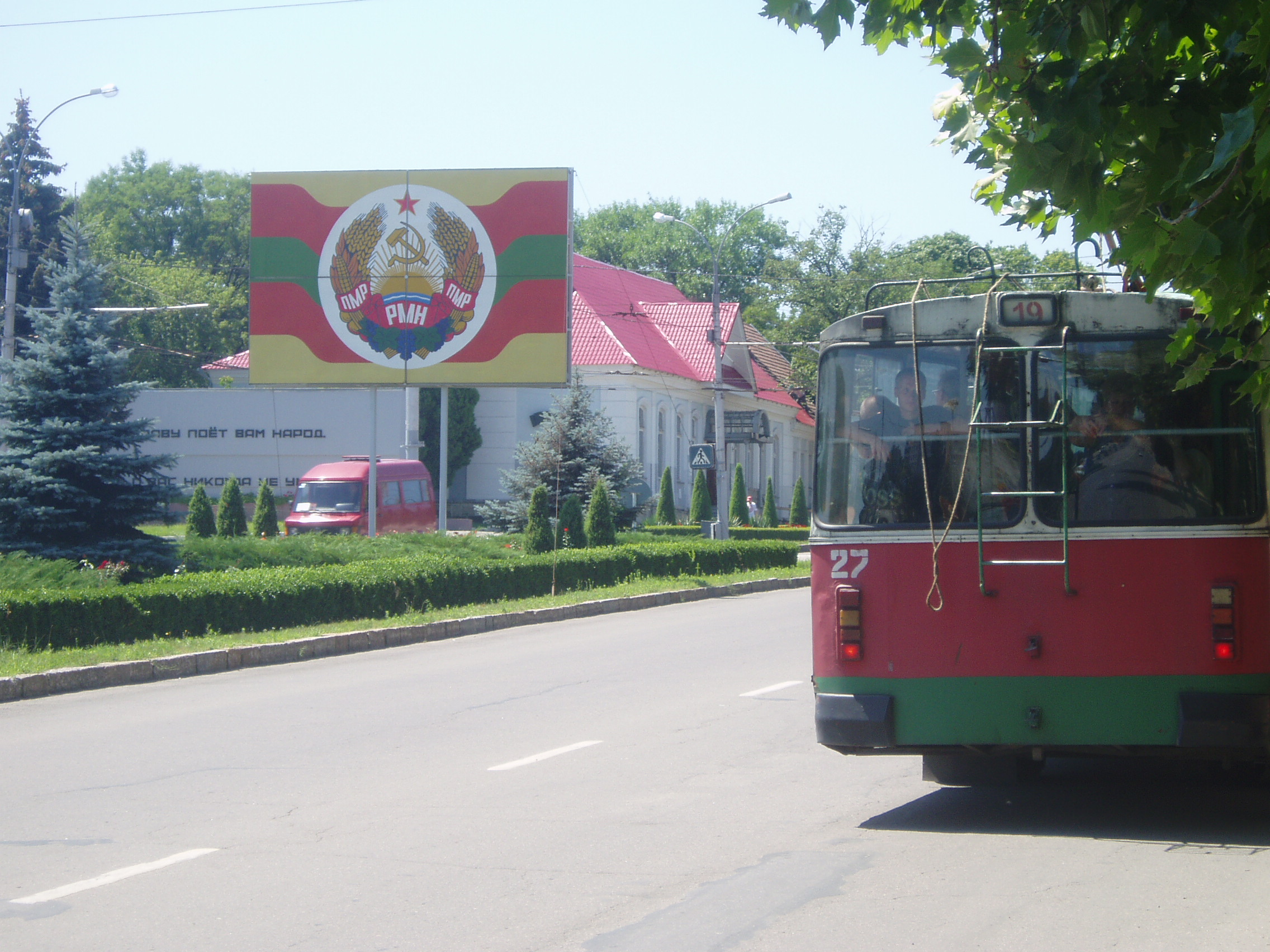